# Ethnische Säuberung
Ethnische Säuberung oder religiös motivierte bzw. religiöse Säuberung  (englisch ethnic cleansing oder religious cleansing) bezeichnet das Entfernen einer ethnischen oder religiösen Gruppe aus einem bestimmten Territorium. Dies erfolgt zumeist durch gewaltsame Vertreibung, Umsiedlung, Deportation oder Mord. Der Begriff wurde seit 1992 häufiger verwendet, um Vorgänge während der Jugoslawienkriege zu beschreiben, und wurde in der Folge für ähnliche Geschehnisse weltweit benutzt.
Eine ethnische Entmischung (Segregation) kann auch durch einen geplanten und organisierten Bevölkerungsaustausch stattfinden. Der Vertrag von Konstantinopel (geschlossen 1913 zwischen Bulgarien und dem Osmanischen Reich, nach dem Zweiten Balkankrieg) gilt als der erste Friedensvertrag der Geschichte, der einen Bevölkerungsaustausch zwischen den Vertragspartnern mit dem Ziel einer ethnischen Entmischung vorsah. Beide Balkankriege (1912/1913) waren geprägt von einem hohen Maß an ethnisch motivierter Gewalt: alle Seiten vertrieben oder ermordeten zahlreiche Zivilisten der jeweils anderen Völker.
Der Begriff wurde und wird teils als wertfreier Begriff rezipiert und teils als Euphemismus für Völkermord. Die Gesellschaft für Deutsche Sprache kürte ihn 1992 zum deutschen Unwort des Jahres. Der amerikanische Politikwissenschaftler Norman M. Naimark bezeichnete den Begriff „ethnische Säuberung“ als „nützlichen und vertretbaren Begriff“. Im Unterschied zum Völkermord hat eine ethnische Säuberung in der Regel nicht primär die Vernichtung, sondern die Entfernung einer Gruppe zum Ziel; sie kann, wenn dabei Methoden wie Massenmord angewendet werden, die Dimension eines Völkermords annehmen.
Auch bei den Vereinten Nationen ist der Begriff verwendet worden.

## Herkunft und Verwendung
Der serbokroatische Begriff etničko čišćenje wurde im Jugoslawien der 1980er Jahre ursprünglich von Serben als Ausdruck für den angeblichen Umgang der albanischsprachigen mit der serbischen Bevölkerung des Kosovo verwendet. Zu Beginn des Bosnienkrieges gelangte der Begriff als ethnische Säuberung in den deutschen Sprachraum und in weiteren Übersetzungen in die restliche Welt und bezeichnete dort die serbischen Angriffe auf bosnische Muslime.
Ethnische Säuberungen gab es zu allen Zeiten (die Türkenkriege, die Vertreibung der Tscherkessen aus dem Kaukasus, die Mehrzahl der Konflikte auf dem Balkan, die Kolonisierung von Nord- und Südamerika). Im 20. Jahrhundert gab es einige ethnische Säuberungen. Die Vertreibung von schwarzafrikanischen Stämmen ab 2003 während des Darfur-Konflikts im Westen des Sudan wurde als größte ethnische Säuberung bezeichnet.
Ethnische Säuberungen haben zum Ziel, ethnisch homogene geografische Gebiete zu schaffen. Als Zwangsmigrationen liegt ihnen ein fundamental asymmetrisches Machtverhältnis zwischen Tätern und Opfern zugrunde.

## Abgrenzung zum Völkermord
Ethnische Säuberungen teilen mit Völkermord das Ziel, „Reinheit“ zu erreichen. Ethnische Säuberungen sind Teil eines Gewaltkontinuums, dessen extremste Form der Völkermord ist, bei dem das Ziel des Täters die Vernichtung der Zielgruppe ist. Ethnische Säuberung zielt auf die erzwungene Entfernung einer oder mehrerer unerwünschter Gruppen ab, wobei Völkermord die Zerstörung der Gruppe verfolgt. Ethnische Säuberungen sind ähnlich wie erzwungene Deportation oder Bevölkerungstransfer, während Völkermord der Versuch ist, einen Teil oder die Gesamtheit einer bestimmten ethnischen, rassischen, religiösen oder nationalen Gruppe zu vernichten.
Wenn eine hohe Sterblichkeit durch Abschiebung oder Vertreibung vorhersehbar, beabsichtigt und zu erwarten ist, ist es sinnvoll, eher auf Völkermord als auf ethnische Säuberung oder sowohl auf ethnische Säuberung als auch auf Völkermord zu verweisen.

## Formen der Gewalt
Um eine Bevölkerungsgruppe zur Umsiedlung zu zwingen, werden von der Täterseite meist Gewalttaten ausgeübt. Praktiken zur Abschiebung der Zivilbevölkerung können umfassen: Mord, Morddrohungen, Folter, willkürliche Festnahme und Inhaftierung, außergerichtliche Hinrichtungen, Vergewaltigung und sexuelle Übergriffe, schwere Körperverletzungen von Zivilisten, Einsperrung der Zivilbevölkerung in Ghettogebiete, gewaltsame Abschiebung, Vertreibung und Abschiebung von Zivilbevölkerung, vorsätzliche militärische Angriffe oder Androhung von Angriffen auf Zivilisten und zivile Gebiete, Einsatz von Zivilisten als menschliche Schutzschilde, Zerstörung von Eigentum, Raub von persönlichem Eigentum, Angriffe auf Krankenhäuser, medizinisches Personal und Orte mit dem Emblem des Roten Kreuzes/Roten Halbmonds, u. a.

## Ursachen
Michael Mann argumentiert, dass mörderische ethnische Säuberungen auf den Aufstieg des Nationalismus zurückzuführen sind, der die Staatsbürgerschaft mit einer bestimmten ethnischen Gruppe in einem Nationalstaat in Verbindung bringt. In diesem modernisierenden und demokratisierenden Kontext treiben mächtige soziale Bewegungen innerhalb bestimmter ethnischer Gemeinschaften rivalisierende staatliche Projekte auf demselben Territorium voran. Demokratie ist daher an ethnische und nationale Formen der Ausgrenzung gebunden. Dennoch sind es nicht demokratische Staaten, die anfälliger für ethnische Säuberungen sind, da Minderheiten in der Regel verfassungsrechtliche Garantien haben.
Ebenso wenig sind stabile autoritäre Regime (mit Ausnahme der Nazi- und kommunistischen Regime), die wahrscheinlich Täter mörderischer ethnischer Säuberungen sind, sondern solche Regime, die sich im Prozess der Demokratisierung befinden.

## Bestrafung ethnischer Säuberungen
Es gibt keine genaue juristische Definition dieses Begriffs, da er nicht als eigenständiges Verbrechen nach internationalem Recht anerkannt ist. Ethnische Säuberungen erfüllen einige der bei den Nürnberger Prozessen festgelegten Kriterien von Verbrechen gegen die Menschheit. Da es sich bei „ethnischer Säuberung“ jedoch nicht um einen eindeutigen juristischen, sondern um einen vorwiegend politischen Begriff handelt, erfolgten die Anklagen und Verurteilungen am Kriegsverbrechertribunal für das ehemalige Jugoslawien wegen anders bezeichneter Tatbestände, wie u. a. Verbrechen gegen die Menschheit bei der Vertreibung von über 170.000 Kroaten aus Teilen Kroatiens während des Kroatien-Krieges, der später folgenden Vertreibung von 150.000 bis 200.000 Serben während der Militäroperation Oluja in Kroatien im August 1995 oder im Falle des Verantwortlichen für die Massenerschießungen von Bosniaken in der UN-Schutzzone Srebrenica wegen Völkermord.
Das Statut des IStGH (in Deutschland kodifiziert im Völkerstrafgesetzbuch) stellt die Vertreibung von Personen als Verbrechen gegen die Menschlichkeit (§ 7 Abs. 1 Nr. 4) und Kriegsverbrechen (§ 8 Abs. 1 Nr. 6) unter Strafe.

## Sonderfälle
Einige Beobachter sehen die Siedlungspolitik Israels, etwa in Ostjerusalem, als Sonderfall. Israel verdränge dort in einigen Stadtteilen Angehörige der eingesessenen arabisch-palästinensischen Bevölkerung zugunsten des Zuzugs jüdisch-israelischer Menschen. Allerdings wird dabei nicht primär mit körperlicher Gewalt vorgegangen. Eingesessenen arabischen Palästinensern werde in der Regel zunächst auf juristischem Weg, insbesondere bei ungeklärten Grundeigentumsverhältnissen, das Bau- und Wohnrecht streitig gemacht.
Die Umsetzung der juristischen Beschlüsse erfolge häufig dadurch, dass vorhandene Bauten auf den betreffenden Grundstücken abgerissen und durch neue, zumeist höherwertig ausgestattete Gebäude ersetzt würden.